# Klaus Kotai
Klaus Kotai (* 1962 in Wien) ist ein österreichischer Techno-Musiker, Plattenlabel- und Clubbetreiber.

## Leben
Klaus Kotai war seit den frühen 1990er Jahren in der Münchener Techno-Szene aktiv, wo er mit Tommi Eckart (später Gründer von 2raumwohnung) zusammenarbeitete. 1991 erschien mit Susi's Daydream die erste Single auf Peter Wachas Plattenlabel Disko B. Co-produziert wurde die Platte von Tommi Eckart, Peter Wacha und DJ Hell.
1994 zog er nach Berlin und gründete dort mit Gabriele „Mo“ Loschelder und dem Schweizer Videokünstler Daniel Pflumm das Minimal-Techno-Plattenlabel Elektro Music Department (EMD). Kotai und Loschelder produzierten als Kotai + Mo zwei Alben, vier 12"s und ein VHS-Video („New York City Loops“). Mit Daniel Pflumm veröffentlichte Kotai unter den Pseudonymen The Customers und In Hope For The Best zwei weitere Alben auf EMD. Gemeinsam mit Jochen Bader und Baby Ford entstand 1997 das Projekt Birds, von denen eine Single und ein Album auf dem Label PAL SL veröffentlicht wurde. Außerdem veröffentlichte Kotai im Jahr 2000 unter dem Namen Midnight Caller eine weitere EP mit Baby Ford auf EMD.
Sein erstes Soloalbum erschien 2002 auf WMF Records. Für diese Veröffentlichung (mit Vocals) produzierte Kotai die Stücke größtenteils allein. Sein bisher größter Erfolg war die aus dem Album ausgekoppelte Single Sucker DJ, die vor allem durch den darauf enthaltenen Highfish Remix von Marcin Kozlowski (The Whitest Boy Alive) bekannt wurde und auch vom Berliner Technolabel Low Spirit lizenziert wurde. Im gleichen Jahr steuerte Kotai den Gesang zu Pat Swayzaks Buffalo Seven auf dem Album Dirty Dancing bei.
Gemeinsam mit Thorsten Oetken kuratierte er 2010 die Berliner Ausstellung Screendancing, die sich dem Thema Videokunst und speziell der Kultur des VJing widmete und Visuals von Visomat Inc, Pfadfinderei, Lillevan, Daniel Pflumm, Jörg X. Franzmann, monitor.automatique, JUTOJO und u-matic aus den Jahren 1999–2003 präsentierte.
Kotai lebt und arbeitet in Berlin.

## Diskografie

### Alben
- 1997: Kotai + Mo – NYC. loops. 008 (Elektro Music Department)
- 1998: Birds – Untitled (PAL SL)
- 1999: Kotai + Mo – Elektro Music Department (Elektro Music Department)
- 1999: In Hope For The Best – CNN (Elektro Music Department)
- 2002: Kotai – Kotai (WMF Records)
- 2003: The Customers – Furious (Elektro Music Department)

### Singles & EPs
- 1991: Kotai – Susi's Daydream (Disko B)
- 1994: Kotai – Electric Heartbeat (Disko B)
- 1995: Kotai – AT&T (Elektro Music Department)
- 1995: Kotai + Mo – Socializer / Tranquilizer (Elektro Music Department)
- 1995: Kotai + Mo – Esso (Elektro Music Department)
- 1996: Kotai + Mo – Silencer (Elektro Music Department)
- 1997: Kotai – AT&T 2 (Elektro Music Department)
- 1997: Birds – 111 One (PAL SL)
- 1998: Mo – Icetrain (Elektro Music Department)
- 1999: Mo feat. El Puma – Fortuna99 (Elektro Music Department)
- 1999: Kotai/Bader – So Straight (Elektro Music Department)
- 2000: Kotai + Mo – Black Acid (Elektro Music Department)
- 2000: Elektro Music Department – Follow You To The End Of The World (WMF Records)
- 2000: The Customers – FreeCustomer.com (Elektro Music Department)
- 2000: Midnight Caller – Midnight Caller (Elektro Music Department)
- 2002: Kotai – Sucker DJ (WMF Records)
- 2003: Kotai – Sucker DJ (Remixes) (WMF Records)
- 2003: Kotai – Metallica Oh Oh Pt. 1/2 (Neu Records)
- 2004: Elektro Music Department – Anti-Establishment 02 (Italic)
- 2005: The Customers – Furious (Elektro Music Department)

### Remixe
- 1995: Milch – Gott Ist Doof (Sunshine Mix)
- 2005: Weltklang – Heimat-Adieu (Remix)